# Mandeville (Eure)
Mandeville és un municipi francès situat al departament de l'Eure i a la regió de Normandia. L'any 2007 tenia 296 habitants.

## Demografia

### Població
El 2007 la població de fet de Mandeville era de 296 persones. Hi havia 108 famílies de les quals 8 eren unipersonals (8 homes vivint sols), 44 parelles sense fills, 48 parelles amb fills i 8 famílies monoparentals amb fills.
La població ha evolucionat segons el següent gràfic:
Habitants censats

### Habitatges
El 2007 hi havia 115 habitatges, 109 eren l'habitatge principal de la família, 4 eren segones residències i 2 estaven desocupats. 113 eren cases i 1 era un apartament. Dels 109 habitatges principals, 93 estaven ocupats pels seus propietaris, 15 estaven llogats i ocupats pels llogaters i 1 estava cedit a títol gratuït; 3 tenien dues cambres, 8 en tenien tres, 24 en tenien quatre i 74 en tenien cinc o més. 89 habitatges disposaven pel capbaix d'una plaça de pàrquing. A 37 habitatges hi havia un automòbil i a 71 n'hi havia dos o més.

### Piràmide de població
La piràmide de població per edats i sexe el 2009 era:
| Homes | Edats   | Dones |
| ----- | ------- | ----- |
| 0     | 95 o +  | 0     |
| 0     | 90 a 94 | 0     |
| 0     | 85 a 89 | 0     |
| 0     | 80 a 84 | 0     |
| 0     | 75 a 79 | 0     |
| 0     | 70 a 74 | 0     |
| 12    | 65 a 69 | 8     |
| 4     | 60 a 64 | 4     |
| 4     | 55 a 59 | 8     |
| 16    | 50 a 54 | 4     |
| 16    | 45 a 49 | 20    |
| 8     | 40 a 44 | 12    |
| 16    | 35 a 39 | 16    |
| 8     | 30 a 34 | 4     |
| 4     | 25 a 29 | 8     |
| 12    | 20 a 24 | 20    |
| 12    | 15 a 19 | 8     |
| 12    | 10 a 14 | 4     |
| 8     | 5 a 9   | 20    |
| 16    | 0 a 4   | 0     |

## Economia
El 2007 la població en edat de treballar era de 215 persones, 151 eren actives i 64 eren inactives. De les 151 persones actives 136 estaven ocupades (71 homes i 65 dones) i 15 estaven aturades (6 homes i 9 dones). De les 64 persones inactives 30 estaven jubilades, 15 estaven estudiant i 19 estaven classificades com a «altres inactius».

### Ingressos
El 2009 a Mandeville hi havia 115 unitats fiscals que integraven 334 persones, la mediana anual d'ingressos fiscals per persona era de 21.684 €.

### Activitats econòmiques
Dels 7 establiments que hi havia el 2007, 1 era d'una empresa de fabricació d'altres productes industrials, 3 d'empreses de construcció, 1 d'una empresa de comerç i reparació d'automòbils, 1 d'una empresa de serveis i 1 d'una entitat de l'administració pública.
Dels 3 establiments de servei als particulars que hi havia el 2009, 1 era una lampisteria i 2 electricistes.
L'any 2000 a Mandeville hi havia 4 explotacions agrícoles.

## Poblacions més properes
El següent diagrama mostra les poblacions més properes.